# Battaglia dei ceppi di Tegea
La battaglia dei ceppi di Tegea fu combattuta attorno al 560 a.C. da spartani e tegeati e fu vinta dai secondi. Secondo Erodoto, la Pizia aveva detto che avrebbe concesso agli spartani Tegea, non la nemica storica Argo, se fossero andati a fissare i confini con dei ceppi. Allora, la Pizia fornì un nuovo responso: gli spartani avrebbero potuto conquistare la città soltanto se avessero portato all'interno le ossa di Oreste. La nuova battaglia avvenne attorno al 550 a.C. circa.